# Hugo Theunert
Hugo Theunert (* 30. März 1880 in Görlitz; † 31. Oktober 1950 in Berlin) war ein deutscher Manager und Verbandsfunktionär der Lebensmittelindustrie. Er war Generaldirektor des Malzkaffeeherstellers Kathreiner und in der Zeit des Nationalsozialismus Leiter der Wirtschaftsgruppe Lebensmittelindustrie.

## Leben
Theunert wurde 1880 in Görlitz als Kind einer Beamtenfamilie geboren. Mit 23 Jahren wurde er Verkaufsleiter einer rheinischen Margarinefabrik. Mit 27 Jahren wurde er Direktor der Firma F.F. Resag in Berlin-Köpenick, ein Unternehmen der Kaffee-Ersatzmittel-Industrie.

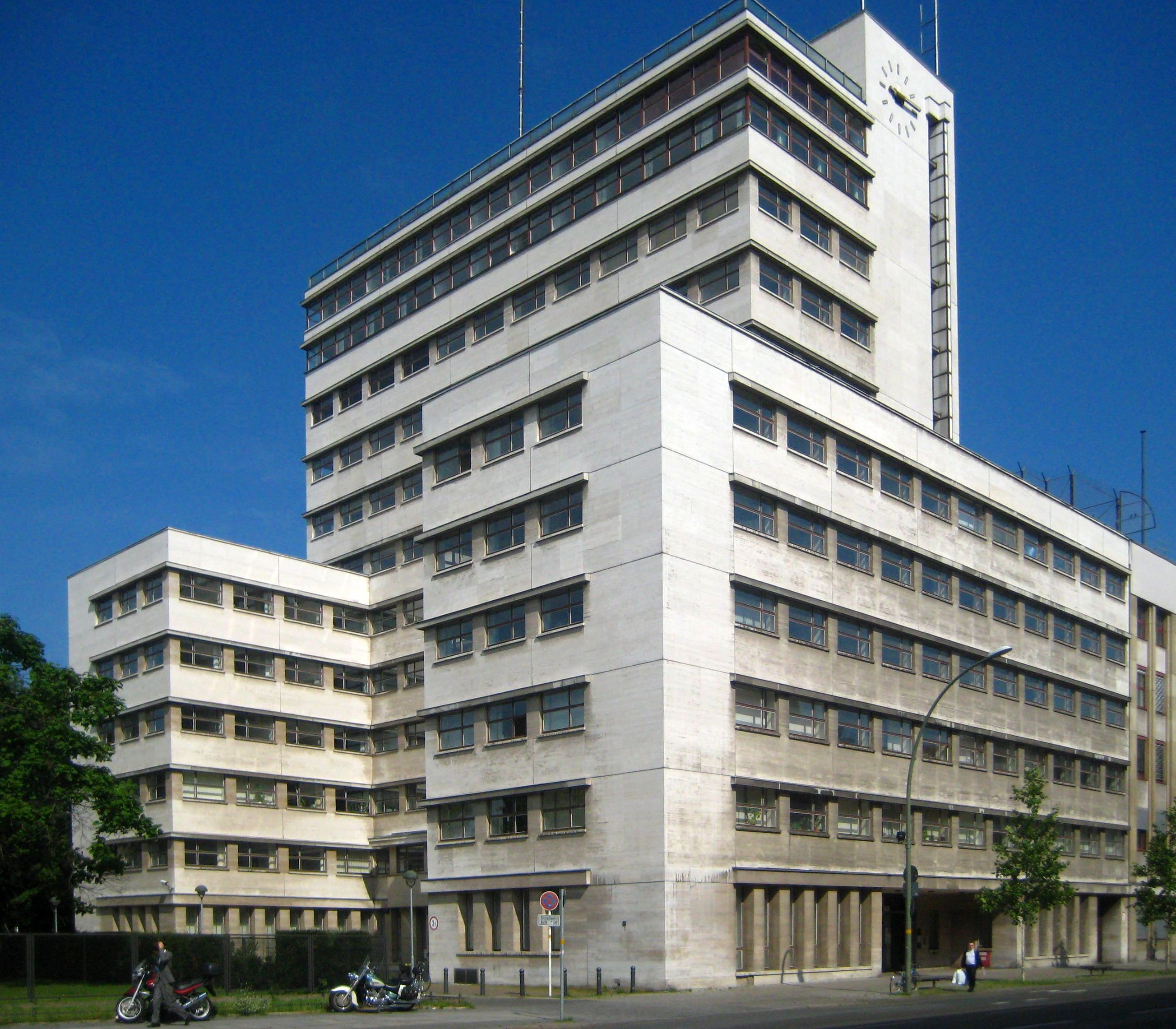
Kathreiner-Haus, Potsdamer Straße 186
(bis 1937 Nr. 75d)

1921 wurde er Direktor und 1926 Generaldirektor bei Kathreiner, für dessen Ausbau er maßgeblich mitverantwortlich war. Das Zentralbüro lag in der Potsdamer Straße 186 (Kathreiner-Haus) in Berlin-Schöneberg.
Ab 1918 gehörte er dem Vorstand des Bunds Deutscher Nahrungsmittel-Fabrikanten und -Händler an. 1933 wurde er dessen Vorsitzender.
1929 wurde Theunert Verbandsvorsitzender des Markenschutzverbands, dessen Stellvertretender Vorsitzender er zuvor gewesen war. 1934 wurde er erneut zum Vorsitzenden gewählt.
Der Reichsminister für Volksaufklärung und Propaganda Joseph Goebbels berief Theunert im Oktober 1933 in den Verwaltungsrat des Werberats der deutschen Wirtschaft.
Mit dem Gesetz zur Vorbereitung des organischen Aufbaus der deutschen Wirtschaft (Wiederaufbaugesetz) vom 27. Februar 1934 ordnete das nationalsozialistische Regime das bisher freie Verbandswesen der Wirtschaft dem Staat unter. Die Reichsgruppe Industrie und ihre Wirtschaftsgruppen traten anstelle der freien Verbände. Für die Lebensmittelindustrie wurde die Wirtschaftsgruppe Lebensmittelindustrie eingerichtet, deren Leiter Theunert wurde. Daneben war Theunert Mitglied des großen Beirats der Reichsgruppe Industrie sowie der Beiräte der Industrie- und Handelskammer Berlin-Brandenburg, der Wirtschaftskammer Berlin-Brandenburg und der Reichswirtschaftskammer.
Theunert war zudem Mitglied des Vorstands der Nahrungsmittelindustrie-Berufsgenossenschaft und des Stiftungsrates der Deutschen Forschungsanstalt für Lebensmittelchemie München.